# 18 (album)
Pour les articles homonymes, voir 18.
Albums de Moby
Play: The B-Sides
(2000) 18 B-Sides + DVD
(2003)
18 est un album de Moby paru en 2002. Ce disque, conçu dans la droite lignée de Play, est pur produit de musique électronique. Moby accompagne ses propres mélodies de samples essentiellement Negro spiritual, desquels il n'a retenu que la partition vocale.
L'album laisse également entrevoir ce que pourront donner les futures productions de Moby (voir : Hotel), puisqu'il signe pas moins de quatre titres d'un style rock alternatif.
À noter que le double disque 18 B-Sides + DVD rassemble, sur le DVD, plusieurs sessions d'enregistrements de 18.
La chanson Extreme Ways a été utilisée à la fin des cinq films de la série de films Jason Bourne. Les deux premiers films, La Mémoire dans la peau et La Mort dans la peau utilisent la chanson originale, tandis que trois nouvelles versions ont été composées pour chacun des trois derniers, La Vengeance dans la peau, Jason Bourne : L'Héritage et Jason Bourne.

## Titres
| 1.    | We Are All Made of Stars            | Moby                                                     | 4:32 |
| 2.    | In This World                       | Lord, Don't Leave Me des Davis Sisters                   | 4:02 |
| 3.    | In My Heart                         | The Shining Light Gospel Choir                           | 4:36 |
| 4.    | Great Escape                        | Azure Ray                                                | 2:09 |
| 5.    | Signs of Love                       | Moby                                                     | 4:25 |
| 6.    | One of These Mornings               | Dianne McCaulley                                         | 3:12 |
| 7.    | Another Woman                       | I'm a Good Woman de Barbara Lynn                         | 3:56 |
| 8.    | Fireworks                           |                                                          | 2:13 |
| 9.    | Extreme Ways                        | Moby                                                     | 3:57 |
| 10.   | Jam for the Ladies                  | Angie Stone et MC Lyte, Wherever You Are de Mic Geronimo | 3:22 |
| 11.   | Sunday (The Day Before My Birthday) | Sunday de Sylvia Robinson                                | 5:09 |
| 12.   | 18                                  |                                                          | 4:28 |
| 13.   | Sleep Alone                         | Moby                                                     | 4:45 |
| 14.   | At Least We Tried                   | Freedom Bremner                                          | 4:08 |
| 15.   | Harbour                             | Sinéad O'Connor                                          | 6:27 |
| 16.   | Look Back In                        |                                                          | 2:20 |
| 17.   | The Rafters                         | Lorraine Phillips, Shauna Phillips                       | 3:22 |
| 18.   | I'm Not Worried at All              | The Shining Light Gospel Choir                           | 4:11 |
| 71:16 |                                     |                                                          |      |